# 3-(Dimethylamino)propionitril
3-(Dimethylamino)propionitril (kurz Dimethylaminopropionitril) ist eine chemische Verbindung aus der Gruppe der aliphatischen Amine und Nitrile und leitet sich von Propionitril ab.

## Gewinnung und Darstellung
3-(Dimethylamino)propionitril kann aus Acrylnitril und Dimethylamin gewonnen werden.

## Eigenschaften
3-(Dimethylamino)propionitril ist eine farblose Flüssigkeit mit charakteristischem Geruch, welche wenig löslich in Wasser ist.

## Verwendung
3-(Dimethylamino)propionitril wird als Katalysator bei der Herstellung von Polyurethan-Schaum verwendet. Es dient auch als Zwischenprodukt zur Herstellung anderer organischer Verbindungen wie N,N-Dimethyl-1,3-diaminopropan.

## Sicherheitshinweise
Die Dämpfe von 3-(Dimethylamino)propionitril können mit Luft ein explosionsfähiges Gemisch (Flammpunkt 65 °C, Zündtemperatur 290 °C) bilden. Durch die gegebenenfalls vorhandene Verunreinigung durch das zur Herstellung verwendete krebserzeugende Acrylnitril kann die Verbindung auch als giftig eingestuft werden.